# Trinchesia beta
Trinchesia beta is een slakkensoort uit de familie van de Trinchesiidae. De wetenschappelijke naam van de soort is, als Catriona beta, voor het eerst geldig gepubliceerd in 1964 door Baba & Abe.